# ماري إليس
ماري إليس (بالإنجليزية: Mary Ellis)‏ هي مغنية أوبرا وممثلة أمريكية، ولدت في 15 يونيو 1897 بنيويورك في الولايات المتحدة، وتوفيت في 30 يناير 2003 بلندن في المملكة المتحدة.

## وصلات خارجية
- ماري إليس على موقع IMDb (الإنجليزية)
- ماري إليس على موقع ميوزك برينز (الإنجليزية)
- ماري إليس على موقع قاعدة بيانات برودواي على الإنترنت (الإنجليزية)
- ماري إليس على موقع قاعدة بيانات برودواي على الإنترنت (الإنجليزية)
- ماري إليس على موقع قاعدة بيانات برودواي على الإنترنت (الإنجليزية)
- ماري إليس على موقع قاعدة بيانات الفيلم (الإنجليزية)